# Hübel & Denck
Hübel & Denck war eine bedeutende Leipziger Buchbinderei.

## Geschichte

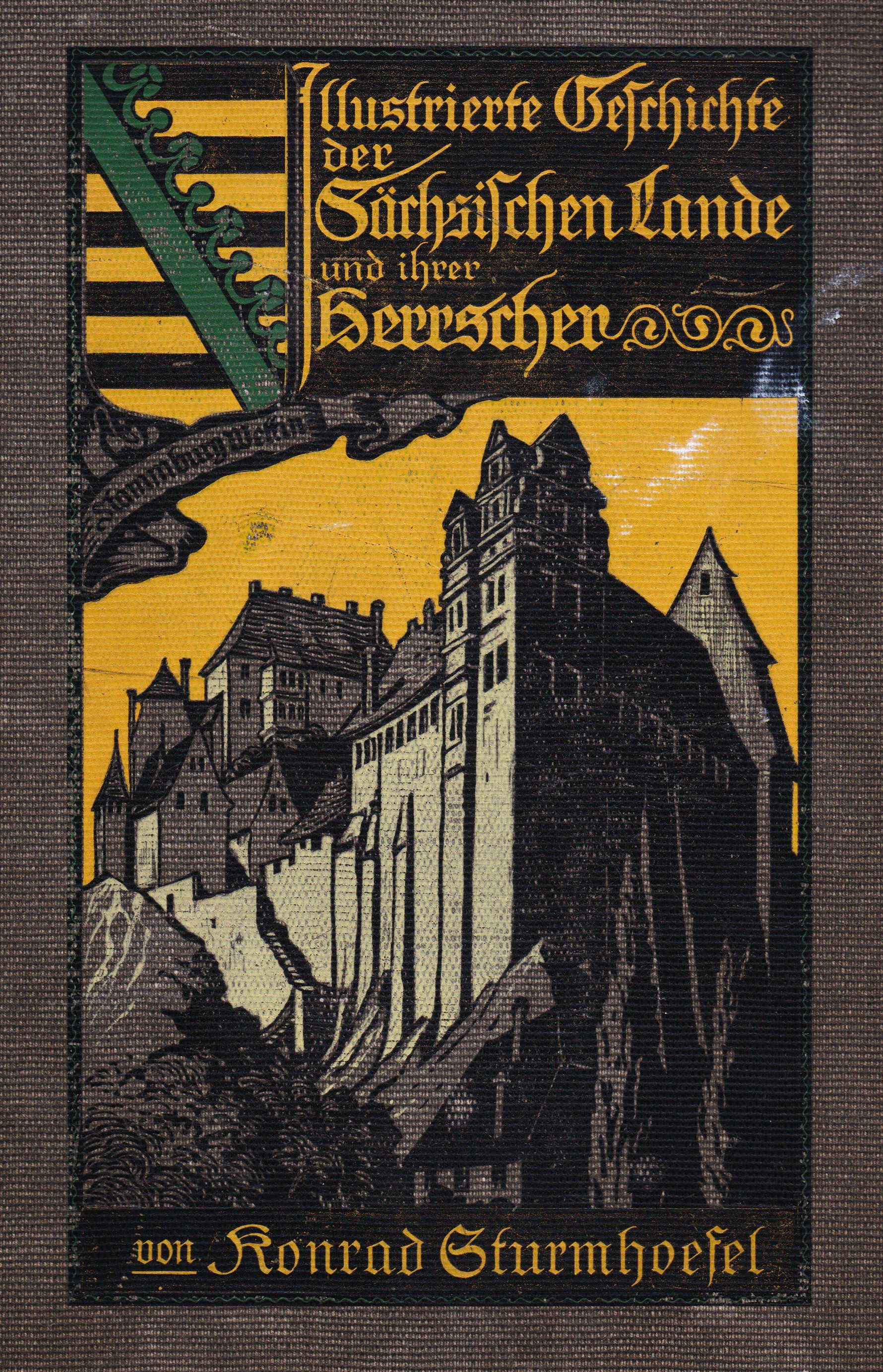
1908 bei Hübel und Denck erschienen: Konrad Sturmhoefel: Illustrierte Geschichte der Sächsischen Lande und ihrer Herrscher (Band II: Illustrierte Geschichte des Albertinischen Sachsen, 1. Abteilung: Von 1500 bis 1815).

Die Buchbinderei und Deckenfabrik Hübel & Denck wurde im Zuge der Industrialisierung des Buchbinderwesens am 3. April 1875 von dem Leipziger Buchbinder Carl Friedrich Hübel und seinem Geschäftspartner Gustav Herrmann Denck gegründet. Sie war einer der bedeutendsten Betriebe ihrer Art in der damaligen Weltbüchermetropole, und sie arbeitete für eine Vielzahl von Verlagen. 1906 trat Carl Friedrich Hübels Sohn Felix Hübel als Prokurist in den Betrieb ein, 1907 nahm ihn sein Vater als Teilhaber in die Firma auf. Nach einer Lehre im väterlichen Betrieb hatte er seine Buchbinderausbildung in England bei Thomas Cobden-Sanderson und Douglas Cockerell vervollkommnet. 1906 hatte er Cockerells Buch The Art Of Bookbinding, ein internationales Standardwerk der Buchbinderkunst, ins Deutsche übersetzt. Ab 1910 richtete er neben der maschinellen Großserien-Produktion von Verlagseinbänden eine Abteilung für Handeinbände ein. Als Werkstattleiter verpflichtete er den Kunstbuchbinder Peter A. Demeter. Die Werkstatt entwickelte sich schnell zu einer der angesehensten Handbindereien Deutschlands. Die industriellen Einbände von Hübel & Denck sind häufig durch Prägung oder Aufdruck des Firmenschriftzuges auf dem hinteren Buchdeckel gekennzeichnet, die Handbände sind in der Regel auf der Unterkante eines Innendeckels gestempelt.
1930 fusionierte die Buchbinderei mit einer weiteren Leipziger Großbuchbinderei, Th. Knaur, zu Knaur-Hübel & Denck. Im Zweiten Weltkrieg wurde durch den alliierten Luftangriff auf Leipzig am 4. Dezember 1943 die komplette städtische Infrastruktur und damit ein bedeutender Teil der deutschen Buchindustrie zerstört. Diesen Angriff überstand das Unternehmen jedoch weitgehend unbeschadet. Dazu der Tagebucheintrag des Jenaer Verlegers Niels Diederichs, Sohn von Eugen Diederichs, vom 17. Dezember 1943:
„Gestern war ich in Leipzig, um die durch den Terrorangriff vom 4.12. verwüstete Stadt selbst anzusehen und nachzuschauen, was unsere Druckereien und Buchbindereien machen. Alle Berichte vom Hörensagen geben so leicht ein falsches Bild, meist wird stark übertrieben. Hier aber lässt es sich nicht leugnen: der Kern von Leipzig ist weitgehend zerstört. Ganz wüst und sehr traurig sieht es im Buchhändlerviertel aus. Spamer, Brandstetter und das Bibliographische Institut sind vollkommen zerstört. Nur die Außenmauern der Gebäudekomplexe stehen, Decken und Zwischenwände sind eingestürzt, und die wertvollen großen Druckmaschinen liegen zerknüllt und zerschunden am Boden. Wenn man sieht, wie alle die Arbeitsstätten brutal zerschlagen sind, wird einem richtig weh ums Herz. Das Buchhändlerhaus mit seinem roten Backsteinbau ist ebenfalls eine Ruine, nur in einem Flügel sind ein paar Geschäftszimmer erhalten; das dünne Eisengerüst des Turmes schwebt hoch in der Luft über dem zusammengestürzten Bau und ragt geradezu klagend in den grauen kalten Winterhimmel. Zum Glück sind unsere beiden Buchbindereien Knaur-Hübel-Denck und Sperling im Wesentlichen unversehrt.“
Dennoch wurden in der Folgezeit auch die Betriebsstätten von Knaur-Hübel-Denck so stark in Mitleidenschaft gezogen, dass die Produktion ab Februar 1945 eingestellt werden musste. Nach dem Krieg wurde der Betrieb mit provisorisch wiederhergestellten Maschinen erneut aufgenommen. Ab 1953 ging die Verwaltung zunächst auf den Rat der Stadt Leipzig, dann auf die Deutsche Investitionsbank Leipzig über. Zwischen 1945 und 1971 beschäftigte die Großbinderei durchschnittlich 71 Mitarbeiter. Am 31. März 1971 wurde die Firma offiziell aus Rentabilitätsgründen geschlossen, um bereits am nächsten Tag durch die Großbinderei H. Sperling, ebenfalls ein alteingesessenes Leipziger Unternehmen, unter eigenem Namen weitergeführt zu werden.
Unter den Grafikern, die für die Buchbinderei tätig waren, finden sich bedeutende Künstlerpersönlichkeiten wie Heinrich Pauser, Paul Klein, Fritz Helmuth Ehmcke und Paul Renner.

## Beispiele
- Adolf Kiepert: Hannover in Wort und Bild. Hannover: Verlag von Adolf Kiepert, Hofbuchhändler, 1910.
- Albert Ritter: Das Nibelungenjahr. Leipzig: Dieterich 1912.
- Alexander Puschkin: Märchen vom Zaren Saltan. Übers. von Friedrich Bodenstedt. Berlin : Euphorion Verl., 1921. - Handeinband
- Christel Schmidt: Jakob Krause, ein kursächsischer Hofbuchbinder des 16. Jahrhunderts. Leipzig : Hiersemann, 1923. - Handeinband
- Verlagseinbände von Hübel und Denck. Abgerufen am 26. Februar 2018.